# Stéphane Schweickhardt
Stéphane Schweickhardt (* 14. September 1960) ist ein ehemaliger Schweizer Langstreckenläufer.
1992 wurde er Vierter beim Tessin-Marathon. Bei den Halbmarathon-Weltmeisterschaften erreichte er 1994 in Oslo nicht das Ziel, belegte 1995 in Belfort den 112. Platz und wurde 1996 in Palma Zehnter. 1997 gewann er den Kerzerslauf. Bei den Halbmarathon-WM in Košice lief er auf den 13. Platz und bei den Crosslauf-Europameisterschaften in Oeiras auf den 43. Platz. Im Jahr darauf kam er bei den Leichtathletik-Europameisterschaften 1998 in Budapest über 10'000 m auf Rang 17, bei den Halbmarathon-WM in Uster auf Rang 31 und siegte beim Murtenlauf. 1999 siegte er beim Reusslauf und belegte beim Paris-Marathon den 16. Platz.
Viermal wurde er Schweizer Meister über 10'000 m (1996, 1997, 2001, 2002), je dreimal im 25-km-Strassenlauf (1989–1991) und im Halbmarathon (1995, 1998, 2001) und einmal im Crosslauf (1997).

## Persönliche Bestleistungen
- 5000 m: 13:49,42 min, 14. Mai 1997, Koblenz
- 10'000 m: 28:02,32 min, 4. April 1998, Lissabon
- 20'000 m: 59:14,02 min, 15. April 1998, Martigny (Zwischenzeit, Schweizer Rekord)
- Stundenlauf: 20'264 m, 15. April 1998, Martigny (Schweizer Rekord)
- Halbmarathon: 1:01:26 h, 4. Oktober 1997, Košice
- 25'000 m: 1:18:54,8 h, 7. September 1988, Sion (Schweizer Rekord)
- Marathon: 2:13:33 h, 4. April 1999, Paris